# 시흥육상경기장
시흥육상경기장(始興陸上競技場, Siheung Athletics Stadium)은 대한민국 경기도 시흥시에 있는 스포츠 시설이다. 인조잔디 필드와 우레탄 트랙이 갖춰져 있어 육상 경기와 축구 경기가 가능한 시설이다. 2007년에 정왕체육공원 내에 조성되었고, 2009년에 12억 원을 들여 300석 규모의 본부석, 선수 숙소, 체력단련실, 샤워장, 사무실, 회의실, 관리실 등의 시설을 설치했다.

## 참고 문헌
- 〈정왕체육공원〉. 《한국향토문화전자대전》. 한국학중앙연구원.[깨진 링크(과거 내용 찾기)]
- 《전국 공공체육 시설 현황 (2017년말 기준)》. 대한민국 문화체육관광부. 2019.
- 《2019년 전국 공공체육시설 현황 (2018년말 기준)》. 대한민국 문화체육관광부. 2020.
- 《2023 전국 공공체육시설 현황 (2022년 12월말 기준)》. 대한민국 문화체육관광부. 2024.

## 같이 보기
- 정왕체육공원